# Pitymys
Pitymys és un subgènere de rosegadors del gènere Microtus. Les espècies d'aquest grup viuen a Nord-amèrica i Centreamèrica. Es tracta de talpons de mida petita o, rarament, mitjana i de cua curta. Les seves adaptacions a un mode de vida semiexcavador són força més avançades que en altres subgèneres de Microtus. Tenen el pelatge espès però relativament curt. Les orelles i els ulls són relativament petits.